# 天主教基西教區
天主教基西教區（拉丁語：Dioecesis Kisiiana）是肯亞一個羅馬天主教教區，屬基蘇木總教區。
教區成立於1960年5月21日，包括基西縣和尼亞米拉縣。2006年有451,173名教友（佔轄區總人口24.0%）、十六個堂區、三十五名司鐸。現任教區主教為若瑟·馬伊魯拉·奧肯瓦。